# Mathew Bell
Mathew Bell  (Berwick-upon-Tweed (Angleterre), 29 juin 1769 - Trois-Rivières, 24 juin 1849) est un commerçant et homme politique du Bas-Canada.
Né à Berwick-upon-Tweed (Angleterre) le 29 juin 1769,  arriva à Québec vers 1784. Il fut commis du marchand John Lees avant de s’associer à David Monro pour faire du commerce d'import-export. La Monro & Bell s'occupa, à titre d'agent, de l'approvisionnement des troupes de l’armée britannique, de l'administration du Domaine du roi sur la côte nord et, de 1793 à 1799, de l'exploitation des forges du Saint-Maurice (Trois-Rivières). En 1816, Mathew Bell devint l'unique locataire des forges qu'il dirigea jusqu'en 1846. Vers 1820, se lança dans la spéculation foncière, avant de se retirer à Trois-Rivières en 1846.
Pendant la guerre de 1812, servit en tant que capitaine de milice. Lors du soulèvement de 1837-1838, il combattit les patriotes.
Il fut élu député de Saint-Maurice en 1800, et de Trois-Rivières en 1809 et 1810. Nommé au Conseil législatif du Bas-Canada le 30 avril 1823, prit son siège le 28 novembre 1823 et l'occupa jusqu'en 1838. 
Fut juge de paix de 1799 à 1839, maître de la Maison de la Trinité de 1814 à 1816, administrateur de la Société d'agriculture et de la Banque de Montréal à Québec, président en 1826 de la Compagnie d'assurance de Québec contre les incendies. 
Il est décédé à Trois-Rivières, le 24 juin 1849, à l'âge de 79 ans. Il est enterré au cimetière Saint-James à Trois-Rivières.

## Hommages
- La rue Bell fut nommée en son honneur, vers 1858, dans la ville de Québec.
- La rue Frances-Bell, auparavant dans la ville de Cap-Rouge et maintenant présente dans la ville de Québec, fut nommée en 1986, en l'honneur de sa fille.
- La rue Joseph-B. Forsyth, auparavant dans la ville de Cap-Rouge et maintenant présente dans la ville de Québec, fut nommée en 1987, en l'honneur de son fils.